# Columbia (Missouri)
Columbia é uma cidade localizada no estado americano do Missouri, no Condado de Boone. Universidade do Missouri

## Geografia
De acordo com o United States Census Bureau, a cidade tem uma área de 164 km², onde 163 km² estão cobertos por terra e 0,8 km² por água.

## Demografia
Segundo o censo nacional de 2010, a sua população é de 108 500 habitantes e sua densidade populacional é de 664 hab/km². É a quinta cidade mais populosa do Missouri. Possui 46 758 residências, que resulta em uma densidade de 286,2 residências/km².